# Tour de la Bella Marsilia
La tour de la Bella Marsilia (en italien : Torre della Bella Marsilia) est une tour de guet située à l'extrémité ouest de Magliano in Toscana, (province de Grosseto), en Toscane. Elle se trouve au coeur du parc naturel de la Maremme,.

## Histoire
L'ensemble du territoire, y compris la Tour Basse et la Ferme Collecchio, était contrôlé à l'époque médiévale par les Aldobrandeschi, qui cédèrent ensuite toutes leurs propriétés à la famille Marsili de Sienne en 1345.
Les biens des Marsili, bien que leur appartenant, étaient en fait sous la juridiction de la république de Sienne pendant la longue période de la Renaissance. Cependant, la famille a gardé le contrôle des trois propriétés pendant très longtemps, même après la chute politique définitive de l'État siennois, lorsque la zone est devenue une partie du grand-duché de Toscane, bien qu'elle se trouve près de la frontière avec l'État des Présides entre le milieu du XVIe et le début du XIXe siècle.
Les Marsili n'ont jamais renoncé à leur propriété ; en effet les propriétaires actuels, les Vivarelli Colonnas, l'ont acquis à la suite du mariage entre Donna Giulia Marsili Libelli et Antonio Vivarelli Colonna, mariage célébré à Florence en 1881.

## Légende de Bella Marsilia
La légende de « Bella Marsilia » a donné son nom à la tour. Elle est née d'un événement qui semble s'être réellement produit le 22 avril 1543. 
Cette année-là, au cours d'un raid inattendu de pirates dans la région, le Sarrasin Khayr ad-Din Barberousse enleva la jeune Margherita Marsili, appelée par tous la Bella Marsilia en raison de sa beauté. La jeune fille a été kidnappée et emmenée par le groupe de pirates ; Lorsque le sultan Soliman le Magnifique aurait vu la jeune fille, il serait tombé amoureux d'elle au point de l'accueillir dans son harem.
Cet épisode, entre histoire et légende, a donné à la tour son nom actuel, reprenant le surnom avec lequel était appelée la belle jeune fille ; auparavant, la structure défensive s'appelait Torre di Collecchio.